# 907
| [ Edytuj tabelę ]          |                                                            |
| Król Anglii                | - 899 Edward Starszy 924                                   |
| Hrabia Aragonii            | - 893 Galindo II 922                                       |
| Król Armenii               | - 890 Symbat I Męczennik 913                               |
| Hrabia Barcelony           | - 897 Wilfred Borrell II 911                               |
| Książę Bawarii             | - 889 Luitpold 907 - 907 Arnulf 937                        |
| Książę Burgundii           | - 880 Ryszard I Prawodawca 921                             |
| Cesarz Bizancjum           | - 886 Leon VI Filozof 912 - 886 Aleksander 913             |
| Chan Bułgarii              | - 893 Symeon I 913                                         |
| Cesarz Chin                | - 904 Tang Aidi 907                                        |
| Książę Czech               | - 895 Spitygniew I 915                                     |
| Król Franków wschodnich    | - 900 Ludwik IV Dziecię 911                                |
| Król Franków zachodnich    | - 893 Karol III Prostak 922                                |
| Cesarz Japonii             | - 897 Daigo 930                                            |
| Kalif                      | - 902 Al-Muktafi 908                                       |
| Król Khmerów               | - 889 Jaszowarman I 910                                    |
| Wielki książę Kijowa       | - 882 Oleg Mądry 912                                       |
| Patriarcha Konstantynopola | - 901 Mikołaj I Mistyk 907 - 907 Eutymiusz I Synkellos 912 |
| Król Leónu                 | - 866 Alfons III Wielki 910                                |
| Król Mercji                | - 879 Aethelred 911                                        |
| Król Nawarry               | - 905 Sancho I 926                                         |
| Król Norwegii              | - 872 Harald Pięknowłosy 930                               |
| Papież                     | - 904 Sergiusz III 911                                     |
| Książę Saksonii            | - 880 Otto Dostojny 912                                    |
| Król Szkocji               | - 900 Konstantyn II 943                                    |
| Doża Wenecji               | - 888 Pietro Tribuno 912                                   |
| Książę Węgier              | - 896 Arpad 907 - 907 Zoltán 947                           |

Rok 907 / CMVII
stulecia: IX wiek ~
X wiek ~
XI wiek

lata: 897 «
902 «
903 «
904 «
905 «
906 «
907
» 908
» 909
» 910
» 911
» 912
» 917

## Wydarzenia
- 5/6 lipca – w bitwie pod Bratysławą (Pożoń-Pressburg) Węgrzy pokonali wojska bawarskie.
- W północnych Chinach rozpoczęła się epoka „pięciu dynastii i dziesięciu królestw”.
- Wyprawa Olega na Bizancjum (link).
- Madziarzy zajęli tereny Marchii Wschodniej.
- Pierwsza pisemna wzmianka o Bratysławie

## Zmarli
- 2 maja – Borys I Michał, chan i pierwszy chrześcijański władca Bułgarii